# Камалдинов, Акылбек Абсатович
Акылбе́к Абса́тович Камалди́нов (род. 15 ноября 1961, Арыс, Южно-Казахстанская область) — казахстанский государственный деятель, дипломат.

## Биография
В 1981—1983 годы служил в рядах Советской Армии.
В 1990 году окончил Казахский государственный университет им. С. М. Кирова по специальности «преподаватель русского языка и литературы». В последующем стажировался в Институте стран Азии и Африки Московского государственного университета им. М. В. Ломоносова (1990—1992), в Институте японского языка Японского фонда (Сайтама, 1995) и в Лондонской школе экономики и политических наук (2005).
В 1992—1993 годы преподавал японский язык в Казахском государственном университете; в 1993—1997 работал в Главном консульском управлении Министерства иностранных дел Республики Казахстан.
В 1997—2001 годы — второй, первый секретарь Посольства Республики Казахстан в Японии.
В 2001—2003 годы работал в Министерстве иностранных дел: начальник отдела Восточной Азии департамента двустороннего сотрудничества (2001—2002), начальник управления Азии департамента Азии, Ближнего Востока и Африки (2002), заместитель директора департамента Азии, Ближнего Востока и Африки (2002—2003). В 2003—2007 — заведующий отделом внешних связей Канцелярии Премьер-Министра Республики Казахстан.
С 18 апреля 2007 по март 2016 года — Чрезвычайный и Полномочный Посол Республики Казахстан в Японии. За время работы в Токио смог добиться значительного улучшения договорно-правовой базы в отношениях двух стран, включая подписание Конвенции об избежании двойного налогообложения, Соглашения о сотрудничестве в области мирного атома, а также Соглашения о защите и поощрении взаимных инвестиций. Инициировал создание Совместной комиссии правительственного и частного секторов Казахстана и Японии по экономическому сотрудничеству. Существенно расширил сеть Почетных консульств РК в Японии, в том числе в гг. Саппоро (Хоккайдо), Нагоя (Айти), Осака и Фукуока. При А. Камалдинове Посольство Казахстана переехало из спального района Мегуро в деловой центр Токио — Адзабудай, Минато.
В 2016—2018 годы — Заместитель министра иностранных дел. Отвечал за подготовку и проведение первого в истории ОИС Саммита по науке и технологиям, прошедшего в сентябре 2017 г. в столице Казахстана.
С 27 апреля 2018 года по 15 марта 2022 года — Чрезвычайный и Полномочный Посол Республики Казахстан в Канаде и Республике Куба (по совместительству, с 26.9.2018).
Владеет казахским, русским, японским и английским языками.
Первый посол Казахстана в Японии со знанием японского языка. В 2007—2016 годы являлся Почетным членом Японского совета дружественных обменов (FEC) и Ассоциации японоязычных послов, аккредитованных в Японии (Heisei-Kai). Впервые в истории Казахстана принимал участие в Тихоокеанских военно-морских учениях «Тихоокеанский щит 07».

### Семья
Жена — Ольга Владимировна Камалдинова, мастер икэбаны (школа Согэцу);
- сын — Азрет (р. 1999)[2].

## Награды
- Медаль «10 лет Конституции Республики Казахстан» (2005)
- Медаль «10 лет Астане» (2008)
- Медаль «За трудовое отличие» (2009)[2]
- Орден Восходящего Солнца 2 класса (Золотая и Серебряная звезда)[6] (2021)